# 南部川村
南部川村（みなべがわむら）は、かつて和歌山県日高郡にあった村。2004年10月1日に南部町と合併し、みなべ町となった。
江戸時代から伝わる梅を中心に、備長炭や温暖な気候を生かして野菜、花木などを栽培していた。
梅干しと備長炭は、生産が日本一であり、村の特産物である。
この二つの産業を振興し、全国にアピールするため、梅の栽培・加工技術向上のためのうめ21研究センターや、情報発信と消費者との交流のために、梅についてはうめ振興館、備長炭については紀州備長炭振興館を設置している。

## 地理
紀伊半島の南西部、和歌山県のほぼ中央に位置する。
- 河川：南部川（鳥ノ瀬ダム）

## 歴史
- 1954年（昭和29年）12月1日 - 上南部村・高城村・清川村が合併して発足。
- 2004年（平成16年）10月1日 - 南部町と合併してみなべ町が発足。同日南部川村廃止。

## 行政
- 村役場に全国で唯一である「うめ課」が設置されていた。
- 南部川村としての最後の村長は山田五良（合併後、2008年10月までみなべ町長となる）

## 産業
- 旧南部町（現みなべ町）とともに日本一の梅干しの産地。
- 紀州備長炭の主要な産地で、生産量日本一だった。

## 教育
- 保育園
  - 南部川村清川保育所
  - 南部川村高城保育所
  - 南部川村上南部保育所
- 小学校
  - 南部川村立清川小学校
  - 南部川村立高城小学校
  - 南部川村立上南部小学校
- 中学校
  - 南部川村立清川中学校
  - 南部川村立高城中学校
  - 南部川村立上南部中学校

## 交通

### 道路
- 一般国道
  - 国道424号

- 県道
  - 和歌山県道29号田辺龍神線
  - 和歌山県道30号田辺印南線
  - 和歌山県道196号たかの金屋線
  - 和歌山県道197号滝切目停車場線
  - 和歌山県道199号芳養清川線
  - 和歌山県道200号中芳養南部線

## 観光・祭事
- 南部梅林
- うめ振興館
- 紀州備長炭振興館
- 鶴の湯温泉

### 祭事
- 須賀神社の秋祭り（10月9日）
- 高城天宝神社の秋祭り（10月19日）
- 清川天宝神社の秋祭り（11月1日）